# Eleutherodactylus hylaeformis
Diasporus hylaeformis là một loài ếch trong họ Leptodactylidae.
Nó được tìm thấy ở Costa Rica và Panama.
Môi trường sống tự nhiên của nó là các khu rừng vùng núi ẩm nhiệt đới hoặc cận nhiệt đới.